# 堺屋九郎兵衛
堺屋 九郎兵衛（さかいや くろべえ、生没年不詳）とは江戸時代の江戸の地本問屋。

## 来歴
宝暦から天明年間にかけて江戸の本石町4丁目、後に田所町において地本問屋を営業している。紅摺絵を多く版行しており、鳥居清満、鳥居清広、鈴木春信の紅摺絵のほか、鳥居清長、勝川春常、勝川春好の錦絵を出版している。

## 作品
- 鳥居清広 「中村喜代三郎の小むつ」 細判 紅摺絵 宝暦4年（1754年）
- 鳥居清広 「深川娘三幅対」 横大判3枚続 宝暦中期
- 鳥居清満 「葛の葉」 細判 紅摺絵 宝暦 日本浮世絵博物館所蔵
- 鈴木春信 「花売り」 大判 紅摺絵 宝暦後期
- 鳥居清長 「三世坂東彦三郎の吉三郎」 細判 錦絵 安永8年（1779年）
- 勝川春常 「三世市川八百蔵のやつこ友蔵」 細判 錦絵 天明
- 勝川春好 「新狂言役者画板」 大判 錦絵 天明末ころ